# لوريس باز
لوريس باز (بالفرنسية: Loris Baz)‏ مواليد 1 فبراير 1993 في فرنسا، هو متسابق دراجات نارية فرنسي. نافس في بطولة العالم للسوبربايك وبطولة العالم للموتو جي بي.

## روابط خارجية
- لوريس باز على موقع MotoGP.com (الإنجليزية)
- لوريس باز على موقع WorldSBK.com (الإنجليزية)
- لوريس باز على موقع AS.com (الإسبانية)